# Sayat-Nova (Ararat)
Pour l’article homonyme, voir Sayat-Nova.
Sayat-Nova (en arménien : Սայաթ-Նովա ) est une communauté rurale du marz d'Ararat en Arménie. En 2008, elle compte 2 010 habitants.